# Mel Riebe
Melvin Russell Riebe, detto Mel (Cleveland, 12 luglio 1916 – Youngstown, 25 luglio 1977), è stato un cestista statunitense, professionista nella NBL e nella BAA.
Era il fratello di Bill Riebe.

## Palmarès
- NBL Rookie of the Year (1944)
- 2 volte All-NBL First Team (1944, 1945)
- 2 volte miglior marcatore NBL (1944, 1945)
- All Tournament First Team WPBT (1944)